# Liești
Liești is een Roemeense gemeente in het district Galați.

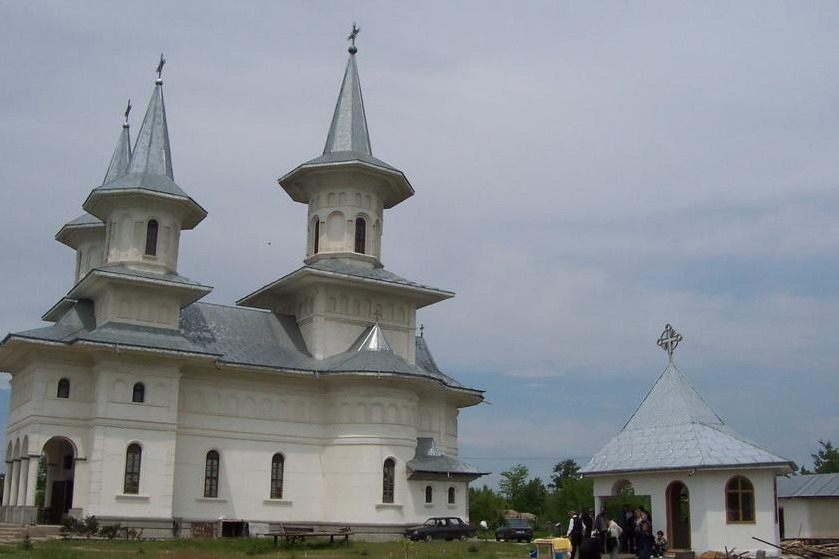
Liești

Liești telt 11046 inwoners.